# Rupununi del Norte
El Rupununi del Norte o el Distrito de Rupununi del Norte (en inglés: North Rupununi) está situado en el suroeste de Guyana (en un área reclamada por Venezuela como parte de la Guayana Esequiba) que consta de una mezcla de bosques, sabanas y humedales y es considerada una de las más diversas regiones de América del Sur. Situado en la margen oriental del sistema de sabana grande que se extiende hasta Brasil y está separado por los ríos Ireng y Tacutu que se unen para formar el río Branco. El sistema del Rupununi se divide en el Rupununi del Norte y del Sur divididos por los montes Kanuku.
El Rupununi norte está situado en el Escudo Guayanés, de roca precámbricas con una geología compleja que incluye rocas plutónicas, volcánicas, metamórficas y sedimentarias rocas y diversos eventos rifting, de sedimentación y erosión. La geología del Rupununi del Norte es fundamental, ya que define fundamentalmente la topografía, suelos, hidrología y en última instancia, la economía de la zona. El Rupununi norte es parte de un graben Mesozoico, la cuenca Takutu. La cuenca es de 280 kilómetros de largo y 40 kilómetros de ancho, es de más de 7 kilómetros de profundidad, y cubre más de 11.200 kilómetros cuadrados en Guyana (Guayana Esequiba) y Brasil.